# Học khu Thống nhất San José
Học khu Thống nhất San José (tiếng Anh: San José Unified School District, viết tắt SJUSD; tiếng Tây Ban Nha: Distrito Escolar Unificado de San José) là một học khu thống nhất công lập từ mẫu giáo sơ học đến lớp 12 tại Quận Santa Clara, California, chiếm một phần lớn của thành phố San Jose. Học khu có hơn 3.000 nhân viên toàn thời gian phục vụ vào khoảng 30.000 học sinh tại 41 nhà trường từ trung tâm San Jose về phía bắc đến thung lũng Almaden về phía nam. Đây là một trong 19 học khu bao gồm một phần của San Jose, học khu đông học sinh nhất tại thung lũng Santa Clara, và học khu lớn thứ 24 của tiểu bang California.

## Lịch sử
Học khu Thống nhất San José được thành lập năm 1853 với tên Học khu Thành phố San Jose (San Jose City School District). Năm 1863, học khu mở cửa Trường Trung học San Jose, trường trung học thứ 2 tại tiểu bang California. Học khu đổi tên thành tên hiện tại năm 1936. Năm 1953, học khu tiếp quản trường Đại học Thành phố San Jose từ Trường Cao đẳng Tiểu bang San Jose.